# Dolin
Dolin (in croato Dolin) è un'isola disabitata della Croazia, che fa parte dell'arcipelago delle isole Quarnerine ed è situata a sudovest dell'isola di Arbe e poco a est della costa dalmata.
Amministrativamente appartiene alla città di Arbe, nella regione litoraneo-montana.

## Geografia

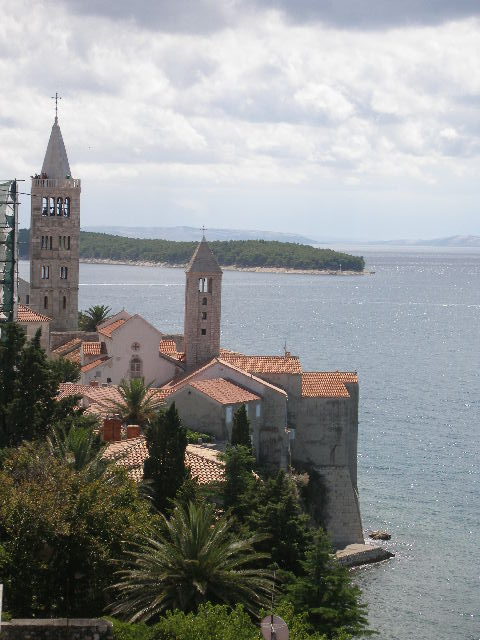
Parte di Dolin vista dalla città di Arbe

Nel punto più ravvicinato, Dolin dista 4,18 km dalla terraferma. Situata nella parte orientale del canale di Pago, dista 310 m dall'isola di Arbe e 4,7 km da Pago.
Dolin è un'isola allungata e leggermente arcuata, orientata in direzione nordovest-sudest e più stretta nella metà settentrionale. Il canale di Barbato (Barbatski kanal) la separa dalla costa meridionale dell'isola di Arbe, lungo la quale corre parallela per 8,7 km, e raggiunge una larghezza massima di 890 m; possiede una superficie di 4,61 km² e ha uno sviluppo costiero pari a 18,541 km. Nella parte meridionale, raggiunge la sua elevazione massima di 117,2 m s.l.m. (Sammotorazza, Samotorac). Altre alture dell'isola sono, da nord a sud: Galiola (Galjiola), di 54,8 m s.l.m., Sedlo, di 76 m s.l.m., e Veli vrh di 113,9 m s.l.m.
L'estremità settentrionale, poco a sud dell'isolotto di San Giorgio si chiama punta Dolin di Tramontana (Donji rt), mentre quella meridionale è punta Dolin di Scirocco (Gornji rt). Sulla prima è presente un faro.

## Isole adiacenti
- Scogli Cantarara[11] o Contarara[12] (hridi Školići) sono due piccoli scogli ovali, senza nome individuale, situati rispettivamente a 50 m[13] e 260 m[14] dalla punta Dolin di Scirocco[7].

Il maggiore misura 70 m di lunghezza e 60 m di larghezza. (44°42′06.7″N 14°50′33″E)
Il minore misura 55 m di lunghezza e 30 m di larghezza. (44°42′05.5″N 14°50′42″E)
- Scoglio Mezzo Panetto[12] o Poclib[19] (Pohlib) è un piccolo scoglio posto a metà strada tra Dolin e Arbe, al centro dell'ingresso meridionale del canale di Barbato. Misura 38 m[20] di lunghezza e 15 m[21] di larghezza. Per via della sua posizione, su di esso si trova un faro[7]. (44°41′51″N 14°50′28.8″E)

### Cartografia
- (HR) Mappa topografica della Croazia 1:25000, su preglednik.arkod.hr. URL consultato il 1º giugno 2017.